# Szalangána
A szalangána (Aerodramus fuciphagus) a madarak (Aves) osztályának sarlósfecske-alakúak (Apodiformes) rendjébe, ezen belül a sarlósfecskefélék (Apodidae) családjába tartozó faj.

## Előfordulása
Ez a kistestű madár Délkelet-Ázsiában őshonos. Malajziától Kelet-Timorig előfordul.

## Alfajai
A szalangánának 6 alfaját különítik el, alaktani jellemzőik és előfordulási területük szerint, ezek az alábbiak:
- Aerodramus fuciphagus dammermani - Flores (csak egy példánya ismert)
- Aerodramus fuciphagus fuciphagus - Jáva, Bali, Kis-Szunda-szigetek nyugati része
- Aerodramus fuciphagus inexpectatus - Andamán- és Nikobár-szigetek, vándorként Mianmarban is előfordul
- Aerodramus fuciphagus micans - a Kis-Szunda-szigetek keleti része: Sumba, Savu és Timor
- Aerodramus fuciphagus perplexus - a Borneótól keletre levő Derawan-szigetek
- Aerodramus fuciphagus vestitus - Szumátra és Borneó; egyesek önálló fajnak tekintik, Aerodramus vestitus (Lesson, 1843) név alatt

Korábban az Oustalet-szalangána (Aerodramus germani) fajt is a szalangána alfajának tekintették, de a jelenleg elfogadott rendszerezés szerint önálló fajnak minősül, két alfajjal: Aerodramus germani germani és Aerodramus germani amechanus. Ez a faj a szalangána elterjedési területének az északi részén, illetve attól még északabbra fordul elő.

## Megjelenése
A szalangána 11–12 centiméter hosszú és 15–18 gramm testtömegű. A tollazata felül feketés barna, alul világosabb. A farok alatti része a legvilágosabb. Farktolla kissé villás. Szárnyai hosszúak és keskenyek. Csőre és lábai feketék.
Az A. f. micans alfaj eléggé világos, míg az A. f. vestitus farok alatti része alig különbözik a többi tollazat színétől.
A madár a barlangokban echolokációra fejlesztett, erős hangokat ad ki.

## Életmódja

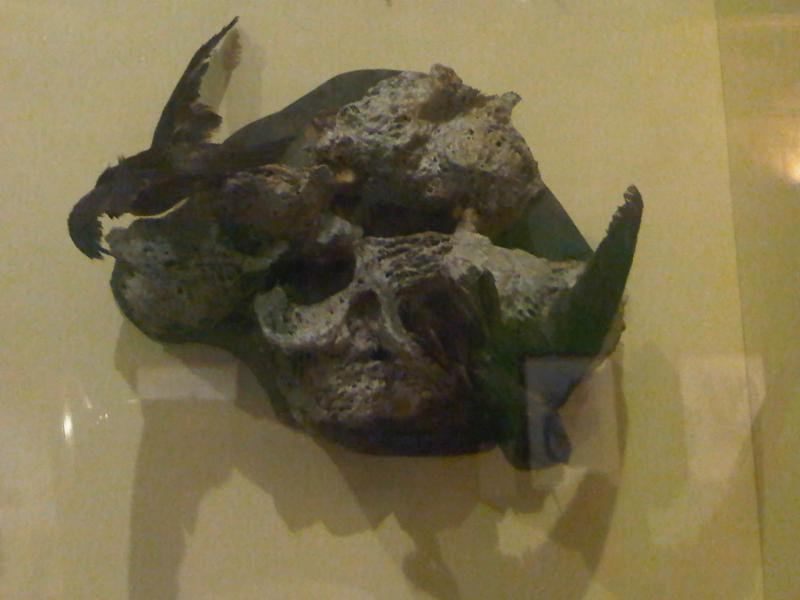
Kitömött szalangánák és a fészkük

Ez a madár sokféle élőhelyen képes megélni; a tengerpartoktól a 2800 méter magas hegyekig. Tápláléka, röptében elkapott rovarok. A legtöbbször csoportokban táplálkozik, sokszor egyéb sarlósfecskefélékkel és fecskefélékkel vadászik együtt.

## Szaporodása
A szalangána kolóniákban fészkel, a legtöbbször barlangokban, de néha épületekben is. A kosár alakú fészek, áttetsző, és a madár nyálából készül. A fészek a barlang vagy épület falára van száradva. A fészek körülbelül 6 centiméter átmérőjű és 1,5 centiméter mély. Körülbelül 14 gramm tömegű. A szalangána 2, ovális, fénytelen, fehér tojást rak.

## A szalangána és az ember

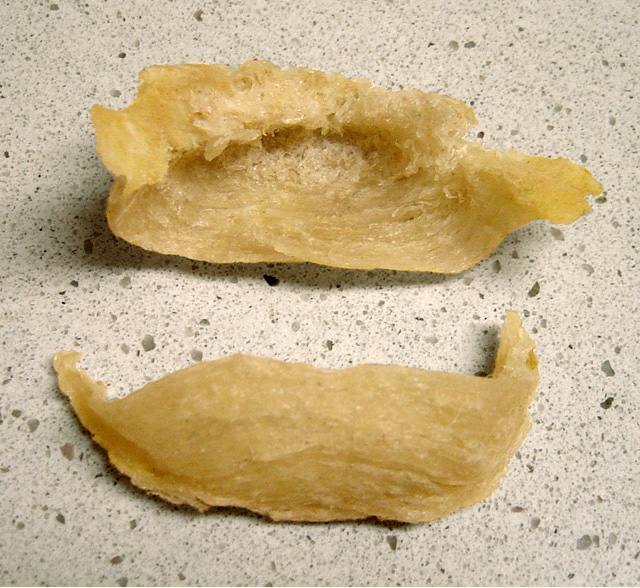
A begyűjtött fészkek

E madár fészkét, amely csak nyálból van, a madárfészek leves készítéséhez használják; a fészek a fő belevaló. Készítéskor a fészket beáztatják és forróvízben megfőzik. Egyesek szerint afrodiziákum és gyógyhatása hatása van. A fészeknek nagy ára van, és egyes kolóniákat ipari mértékben kihasználnak.
Egyes állományok fészkeit, mint amilyenek az Andamán- és Nikobár-szigetek levők, túlságosan is begyűjtötték; emiatt a Természetvédelmi Világszövetség szerint az itteni állományok Súlyosan veszélyeztetettek. A mesterséges madárházak használata, egyre elterjedtebb. Manapság madárfészek farmok is léteznek Jordan (2004).

### Fordítás
- Ez a szócikk részben vagy egészben  az   Edible-nest Swiftlet című angol Wikipédia-szócikk ezen változatának fordításán alapul.  Az eredeti cikk szerkesztőit annak laptörténete sorolja fel. Ez a jelzés csupán a megfogalmazás eredetét és a szerzői jogokat jelzi, nem szolgál a cikkben szereplő információk forrásmegjelöléseként.